# Marta García (pilota automobilistica)
Marta García López (Dénia, 9 agosto 2000) è una pilota automobilistica spagnola, vincitrice del primo campionato di F1 Academy nel 2023 ed attualmente in forza alla scuderia Iron Dames nel FRECA (Campionato Europeo di Formula Regional, promosso da Alpine).

## Carriera
Marta García inizia la sua carriera in kart, nel 2015 ha  vinto il  CIK-FIA Karting Academy Trophy e il Trofeo delle Industrie, la più antica gara di kart al mondo che è stata vinta in precedenza da molti campioni di Formula 1 come Fernando Alonso, Lewis Hamilton e Sebastian Vettel.  Nel 2016 esordisce nelle corse in monoposto partecipando alla Formula 4 spagnola con Drivex ed entra nella Renault Sport Academy. L'anno seguente rimane nella serie spagnola con il team MP Motorsport; a fine stagione perde il sostegno dell'Academy del marchio francese.
Dopo esser rimasta ferma un anno, nel 2019 passa alla W Series, serie riservata alle donne. García ottiene due podi tra cui la vittoria al Norisring e a fine stagione chiude quarta in classifica piloti. Nel 2020 a causa della pandemia di COVID-19 la W Series viene sospesa e la pilota spagnola rimane ferma per un altro anno. García ritorna in pista nella W Series per altri due anni.
Nel 2023 passa alla neonata serie, F1 Academy guidando per il team Prema Racing. La ragazza spagnola si dimostra subito competitiva vince due gare al Red Bull Ring. La sua terza vittoria arriva a Valencia, dove partita dalla pole vince davanti a Nerea Martí. Dopo aver collezionati quattro podi nei round di Catalogna e Zandvoort torna alla vittoria in gara uno a Monza davanti a Léna Bühler. Al Paul Ricard ottiene altre due vittorie, poi grazie alla vittoria ad Austin si laurea campione nella serie con due corse d'anticipo. Chiude la stagione con sette vittorie, dodici podi e 56 punti di vantaggio su Léna Bühler, seconda classificata. 
Per la stagione 2024, García passa alla Formula Regional europea con il supporto della stessa F1 Accademy, Pirelli e Tatuus. In un primo momento doveva correre per il team Prema ma dopo i primi test pre stagionali decide di passare alla Iron Dames. Sempre in quel anno prenderà parte ai Rookie test della Formula E con il team ERT.
Nel novembre del 2024, prenderà parte ai test della Formula E sul Circuito di Valencia con la Porsche.

## Risultati

### Riassunto della carriera
| Anno | Serie                    | Team                  | Gare | Vittorie | Pole | G.V. | Podio | Punti | Pos. |
| ---- | ------------------------ | --------------------- | ---- | -------- | ---- | ---- | ----- | ----- | ---- |
| 2016 | Formula 4 spagnola       | Drivex                | 11   | 0        | 0    | 0    | 0     | 0     | NC†  |
| 2017 | Formula 4 spagnola       | MP Motorsport         | 20   | 0        | 0    | 0    | 0     | 70    | 9º   |
| 2017 | Formula 4 SMP            | MP Motorsport         | 3    | 0        | 0    | 0    | 0     | 8     | 17º  |
| 2019 | W Series                 | Hitech GP             | 6    | 1        | 1    | 0    | 2     | 66    | 4º   |
| 2021 | W Series                 | Puma W Series Team    | 7    | 0        | 0    | 0    | 1     | 21    | 12º  |
| 2022 | W Series                 | CortDAO W Series Team | 7    | 0        | 1    | 0    | 1     | 45    | 6º   |
| 2023 | F1 Academy               | Prema Racing          | 12   | 3        | 3    | 2    | 7     | 155   | 1º   |
| 2024 | Formula Regional europea | Prema Racing          | 20   | 0        | 0    | 0    | 0     | 0     | 28º  |

* Stagione in corso.
† Avendo partecipato come pilota ospite, non poteva guadagnare punti.

### W Series
(legenda) (Le gare in grassetto indicano la pole position) (Le gare in corsivo indicano Gpv)
| Anno | Team                  | 1   | 2   | 3   | 4   | 5   | 6   | 7   | 8   | Punti | Pos. |
| ---- | --------------------- | --- | --- | --- | --- | --- | --- | --- | --- | ----- | ---- |
| 2019 | Hitech GP             | HOC | ZOL | MIS | NOR | ASS | BRH |     |     | 66    | 4º   |
| 2019 | Hitech GP             | 3   | 4   | 6   | 1   | 9   | 8   |     |     | 66    | 4º   |
| 2021 | Puma W Series Team    | RBR | RBR | SIL | HUN | SPA | ZAN | COA | COA | 21    | 12º  |
| 2021 | Puma W Series Team    | Rit | 12  | 12  | 7   | 3   | 18  | 15  | DNS | 21    | 12º  |
| 2022 | CortDAO W Series Team | MIA | MIA | CAT | SIL | PAU | HUN | SIN |     | 45    | 6º   |
| 2022 | CortDAO W Series Team | 11  | 9   | 6   | 18  | 6   | 4   | 3   |     | 45    | 6º   |

### F1 Academy
(legenda) (Le gare in grassetto indicano la pole position) (Le gare in corsivo indicano Gpv)
| Anno | Team         | 1   | 2   | 3   | 4   | 5   | 6   | 7   | 8   | 9   | 10  | 11  | 12  | 13  | 14  | 15  | 16  | 17  | 18  | 19  | 20  | 21  | Punti | Pos. |
| ---- | ------------ | --- | --- | --- | --- | --- | --- | --- | --- | --- | --- | --- | --- | --- | --- | --- | --- | --- | --- | --- | --- | --- | ----- | ---- |
| 2023 | Prema Racing | RBR | RBR | RBR | CRT | CRT | CRT | CAT | CAT | CAT | ZAN | ZAN | ZAN | MNZ | MNZ | MNZ | LEC | LEC | LEC | COA | COA | COA | 278   | 1º   |
| 2023 | Prema Racing | 1   | 7   | 1   | 6   | 5   | 1   | 3   | 2   | 3   | Rit | 2   | 4   | 1   | 6   | 5   | 6   | 1   | 1   | 1   | Rit | 3   | 278   | 1º   |

### Formula Regional europea
(legenda) (Le gare in grassetto indicano la pole position) (Le gare in corsivo indicano Gpv)
| Stagione | Squadra    | 1   | 2   | 3   | 4   | 5   | 6   | 7   | 8   | 9   | 10  | 11  | 12  | 13  | 14  | 15  | 16  | 17  | 18  | 19  | 20  | Punti | Pos. |
| -------- | ---------- | --- | --- | --- | --- | --- | --- | --- | --- | --- | --- | --- | --- | --- | --- | --- | --- | --- | --- | --- | --- | ----- | ---- |
| 2024     | Iron Dames | HOC | HOC | SPA | SPA | ZAN | ZAN | HUN | HUN | MUG | MUG | LEC | LEC | IMO | IMO | RBR | RBR | CAT | CAT | MNZ | MNZ | 0     | 28º  |
| 2024     | Iron Dames | 24  | 25  | 21  | 15  | 15  | 24  | 20  | Rit | 31  | 27  | 19  | 21  | 24  | 17  | 23  | 14  | 29  | 24  | 20  | 24  | 0     | 28º  |